# 海壩街官立小學

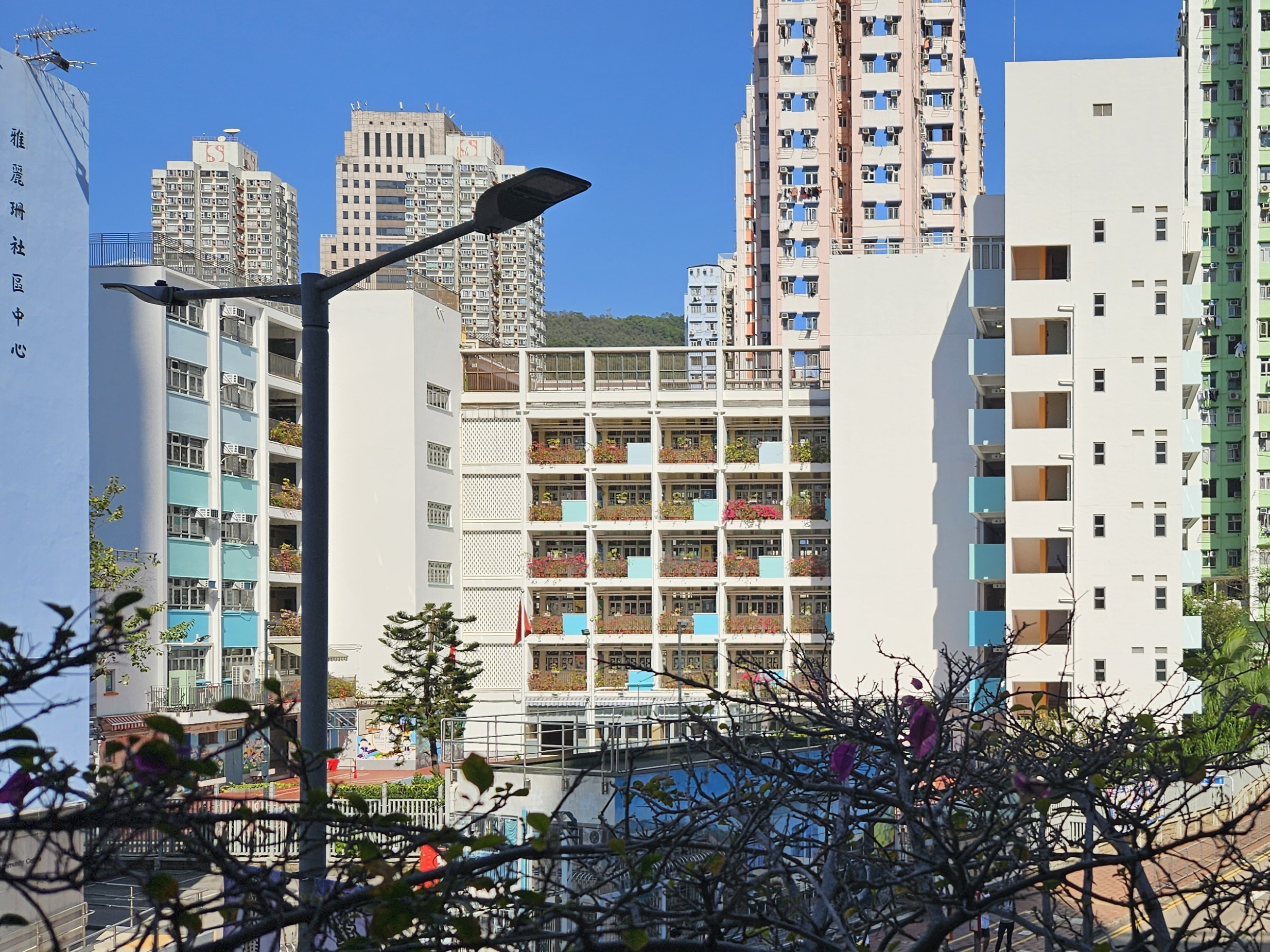

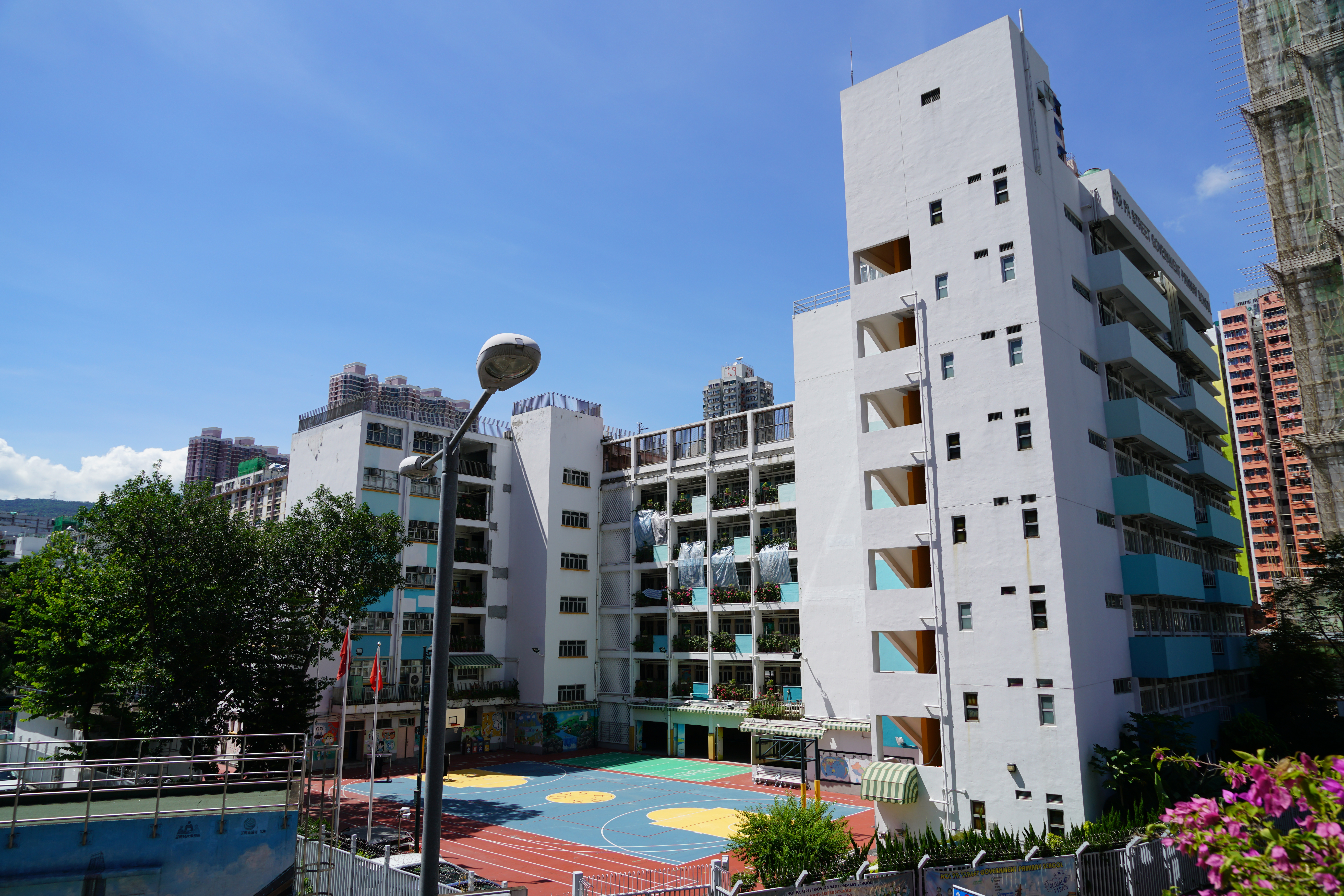
校舍南面

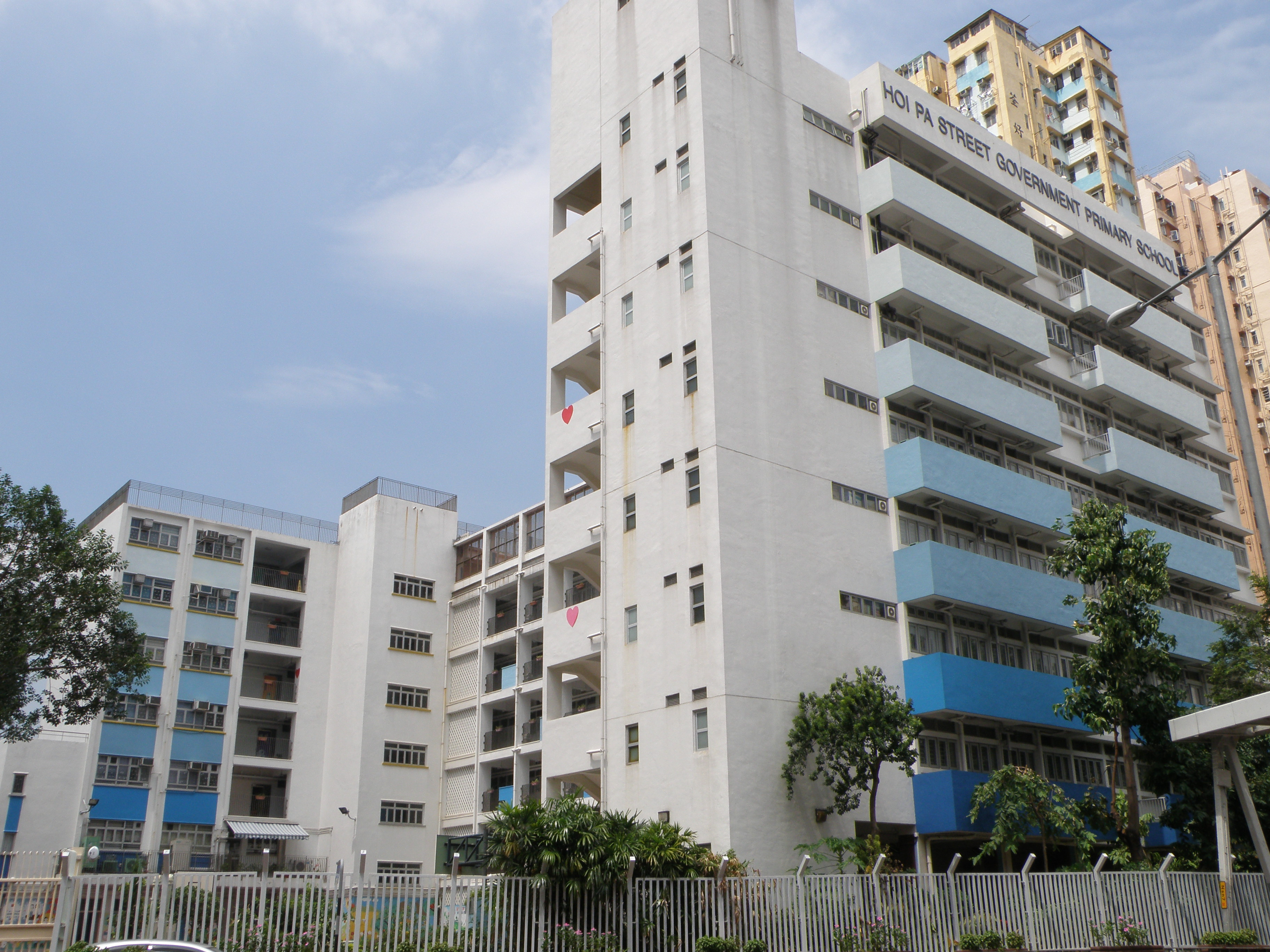
翻油前的校舍南面

海壩街官立小學（英語：Hoi Pa Street Government Primary School）創立於1961年，位於香港新界荃灣啟志街一號，是一所男女全日制官立小學 ，於2021年慶祝創校60周年校慶。

## 歷史
海壩街官立小學是第二次世界大戰後新界首間男女文法英文小學，學校的成立是因香港政府在1951年12月發表了《菲沙報告書》，其中的建議包括加強對教育的控制和管理、大力推行英文教學，以及發展小學和師範教育。並於1955年8月開始推行《小學擴展的七年計劃》。1960年代初，香港政府忙於消除左派學校的影響，採取各種措施打壓，尤如當時親北京的左派學校在新界區擴展版圖，為了避免當時荃灣大量兒童進入左派學校讀書，所以海壩街官立小學是當時香港政府主要重點培育新界的英文學校。
1961年至1964年為荃灣官立中學學生提供臨時校舍就讀。
1999年，海壩街官立上午小學和海壩街官立下午小學轉為全日制，並於同年9月正式把上午校及下午校兩所小學分離。當局亦從新界荃灣青山公路600號近麗城花園的位置修建了一所新校舍，讓下午校的學生可以順利過渡新學年，海壩街官立下午小學換名為荃灣官立小學。
2001年4月11日，海壩街官立小學慶祝創校40周年校慶，由前教育署副署長湯啟康太平紳士主禮。
2011年，海壩街官立小學慶祝創校50周年金禧校慶。5月4日慶祝創校50周年校慶，由前運輸及房屋局副局長邱誠武太平紳士主禮。6月30日舉行畢業禮暨頒獎典禮，由前教育局副局長陳維安太平紳士主禮。

## 歷任校長
1. 丁紹生（1961年3月-1961年8月）
2. 陸增源（1961年9月-1974年8月）
3. 劉兆福（1974年9月-1981年11月）
4. 黎鑑千（1981年11月-1984年8月）
5. 容華經（1984年9月-1987年8月）
6. 陳麗君（1987年9月-1993年8月）
7. 黎錫鏗（1993年9月-1997年8月）
8. 關慕儀（1997年9月-2007年8月）[1]
9. 陳慧嫻（2007年9月-2019年8月）
10. 鄧筱筠（2019年9月-）

## 聯繫中學
- 荃灣官立中學
- 何文田官立中學

## 外部連結
- 海壩街官立小學  （页面存档备份，存于）

22°22′14″N 114°06′54″E / 22.3705675°N 114.1151295°E